# Введенское (усадьба)
«Введе́нское» — бывшая подмосковная усадьба светлейшего князя П. В. Лопухина. Расположена в городе Звенигороде Московской области, в 3 км к юго-востоку от центра города, на берегу Москвы-реки. Занята санаторием московской мэрии «Введенское» (бывш. «Звенигород»), вход на территорию для посторонних лиц ограничен.

## История
До середины XVIII века село Введенское принадлежало боярам и воеводам Головиным, в частности, генералу Автоному Михайловичу. Когда фавориткой императора Павла I стала Анна Лопухина, на её отца Петра Васильевича и мачеху Екатерину Николаевну обрушилась лавина августейших милостей. Новоиспечённый князь Лопухин решил обустроить в Подмосковье родовое гнездо, соответствующее его высокому статусу. К проектированию своего имения генерал-прокурор привлёк архитектора-палладианца Н. А. Львова, который зимой 1798/99 годов докладывал владельцу: 
Введенское ваше таково, что я замерз было на возвышении, где вы дом строить назначаете, от удовольствия, смотря на окрестность, и 24 градуса мороза насилу победили мое любопытство. Каково же должно быть летом? Приложа, как говорят, руки к делу, место сие выйдет, мало есть ли сказать, лучшее из Подмосковных. Натура в нём все сделала, но оставила ещё и для художества урок изрядный. Все это поверял я на месте, нанес план и теперь делаю расположение всей усадьбы вообще…

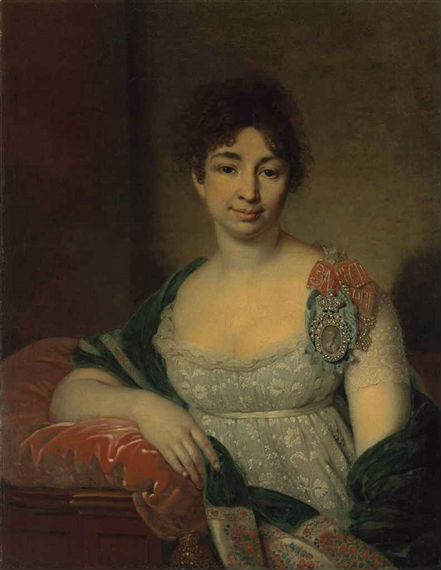
Первая хозяйка и насельница усадьбы, Е. Н. Лопухина

После смерти в 1839 г. княгини Екатерины Лопухиной владельцами села были Зарецкие, а после них майорша Анна Михайловна Головина. Накануне реформы Введенским владел барон Штакельберг, а с середины 1860-х годов до 1884 года ― богатый московский фабрикант, владелец кирпичного завода в Одинцове В. И. Якунчиков. Усадьбу очень любила и подолгу в ней жила его дочь Мария Васильевна, известная как художница. В доме Якунчиковых бывали И. Левитан, В. Борисов-Мусатов, А. Чехов, П. Чайковский. 

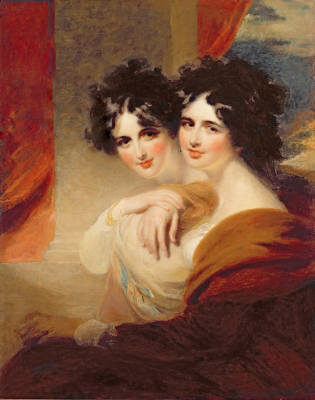
Дочери князя Лопухина

В 1884 году усадьбу купил граф С. Д. Шереметев, владелец подмосковных имений Останкино, Кусково, Остафьево. Он дал её в приданое за дочерью Марьей Сергеевной, и усадьба перешла во владение графа А. В. Гудовича. В 1912 году обветшалый деревянный барский дом разобрали и построили в тех же формах (но с иными пропорциями) кирпичный в два этажа.
После революции усадьбу сожгли, графа Гудовича расстреляли, а в его имении в 1919 году разместилась Звенигородская художественно-ремесленная школа-колония с деревообделочными, гравёрными, живописными мастерскими и газетой «Юный строитель». 18 июля 1920 года во Введенском открылся «Звенигородский историко-художественный музей имени товарища Н. И. Троцкой». Вторая жена Льва Троцкого, которую звали Наталья Ивановна Седова, в то время заведовала музейным отделом Наркомпроса. Музей имел образцы прикладного искусства, мебель и картины из окрестных усадеб.
В 1923 году музей перевели в Звенигород, а ещё через 10 лет территория усадьбы была передана для размещения санатория Введенское (быв. Звенигород).

## Описание
Усадебный ансамбль включает двухэтажный главный дом, перестроенный в 1912 году, два флигеля, конный двор, Введенскую церковь 1812 года постройки, соединённую с современной ей колокольней в 1907 году крытым переходом архитектором С. М. Ильинским, пейзажный липовый парк и каретный сарай начала XX века в форме эклектики. Журнал «Мир искусства» в 1904 г. восторгался: 
По местоположению и величественности усадьбы это одно из самых красивых имений в Московской губернии. Вековая берёзовая аллея ведёт к обширному двору, в глубине которого возвышается грандиозный двухэтажный с колоннами дом-дворец эпохи императора Павла. Дом стоит на высоком берегу Москвы-реки, и с величественной западной террасы с коринфскими колоннами открывается дивный вид на долину руки. В глубине, направо, на нагорном берегу виднеется живописно расположенный городок Звенигород.

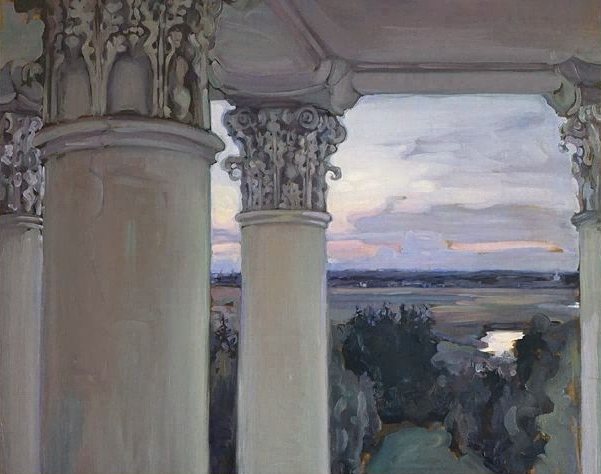
«Из окна старого дома. Введенское», картина М. В. Якунчиковой (1897)

Берёзовая подъездная аллея начиналась у села Введенское, где и сейчас видна старая дорога к имению. Аллея вела мимо длинных конюшенных корпусов к большому парадному двору, с трёх сторон обрамлённому усадебными строениями. Господский дом всего в два этажа, но кажется величественным из-за стоящих рядом одноэтажных строений. Выступающий вперёд полукруг белых коринфских колонн, увенчанных пышными капителями, белые полуколонки по бокам высоких окон, ажурные белые украшения карниза и фронтона на традиционно жёлтом фоне гладких стен фасада придают зданию торжественную приподнятость, изящество.
Считается общепризнанным, что первоначально между главным зданием и боковыми крыльями, изогнутыми в виде буквы Г, стояла сквозная колоннада, образовывавшая курдонёр. Правда, на этюде В. Э. Борисова-Мусатова «Дом в Введенском» деревянный комплекс изображён без галереи.

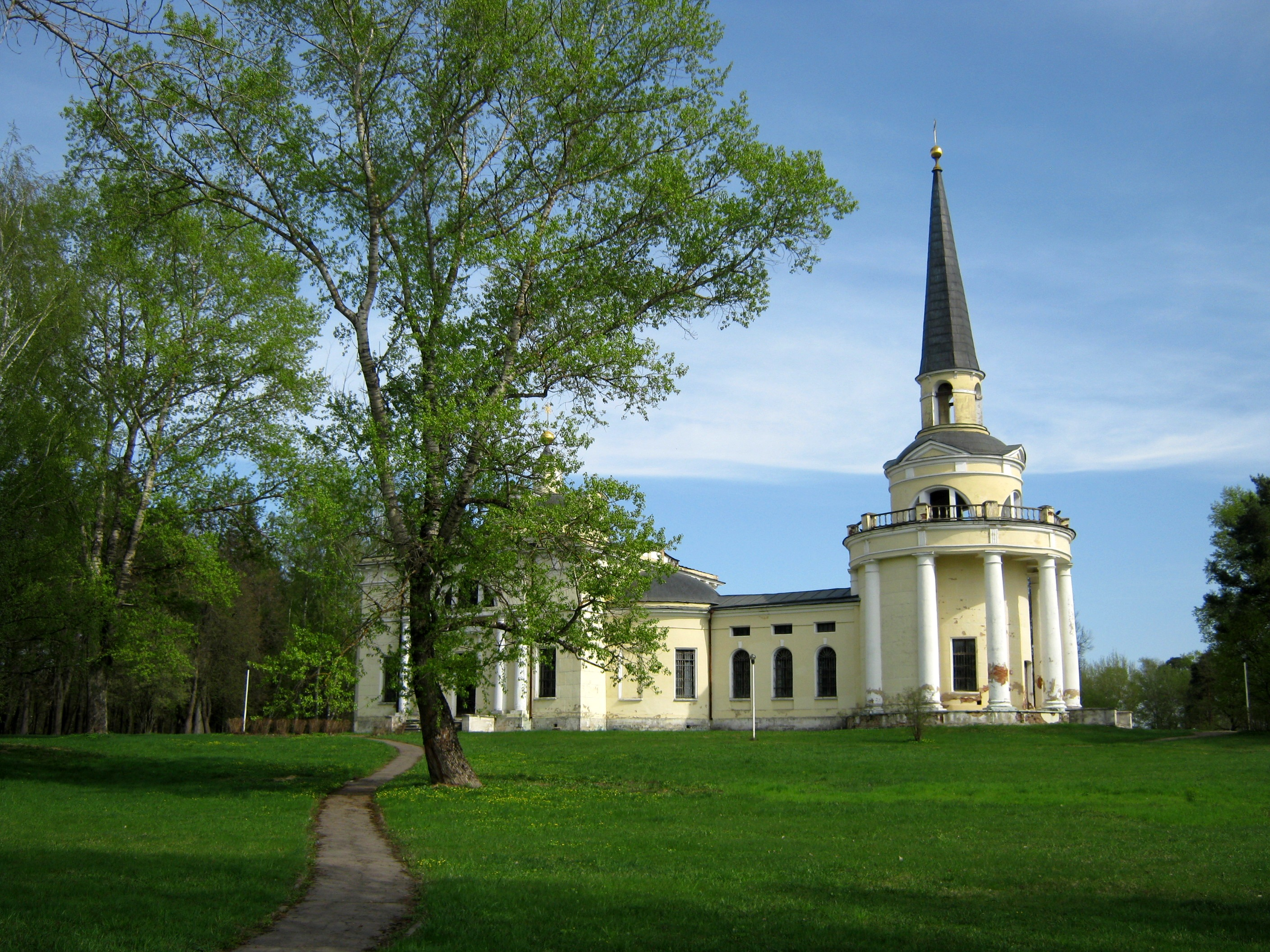
Усадебная церковь, перестроенная Якунчиковыми

После перестройки усадьбы в начале XX века по бокам главного здания появилась крытая галерея, над которой уже в 1928 году надстроили существующий ныне второй этаж. Со стороны реки дом украшают 6 колонн коринфского ордера, только здесь они образуют не полукруг, а торжественный портик, поддерживающий нарядный фронтон. Срезанные угловые фасады крыльев имели раньше одинаковые невысокие 4-колонные портики, за которыми виднелись лоджии. На месте одного из них теперь крытая веранда. В левом крыле со стороны реки, восстановленном после пожара 1812 года, раньше был полукруглый колонный зал со старинной росписью на потолке. А по соседству с правым крылом когда-то находился особняк со сводчатыми потолками (по-видимому, самое старое строение усадьбы).

## В кино
- Во Введенском снимались эпизоды киноэпопеи «Война и мир», где показана усадьба старого князя Болконского «Лысые Горы».

## Галерея

ВЕРХНИЙ ПАРК
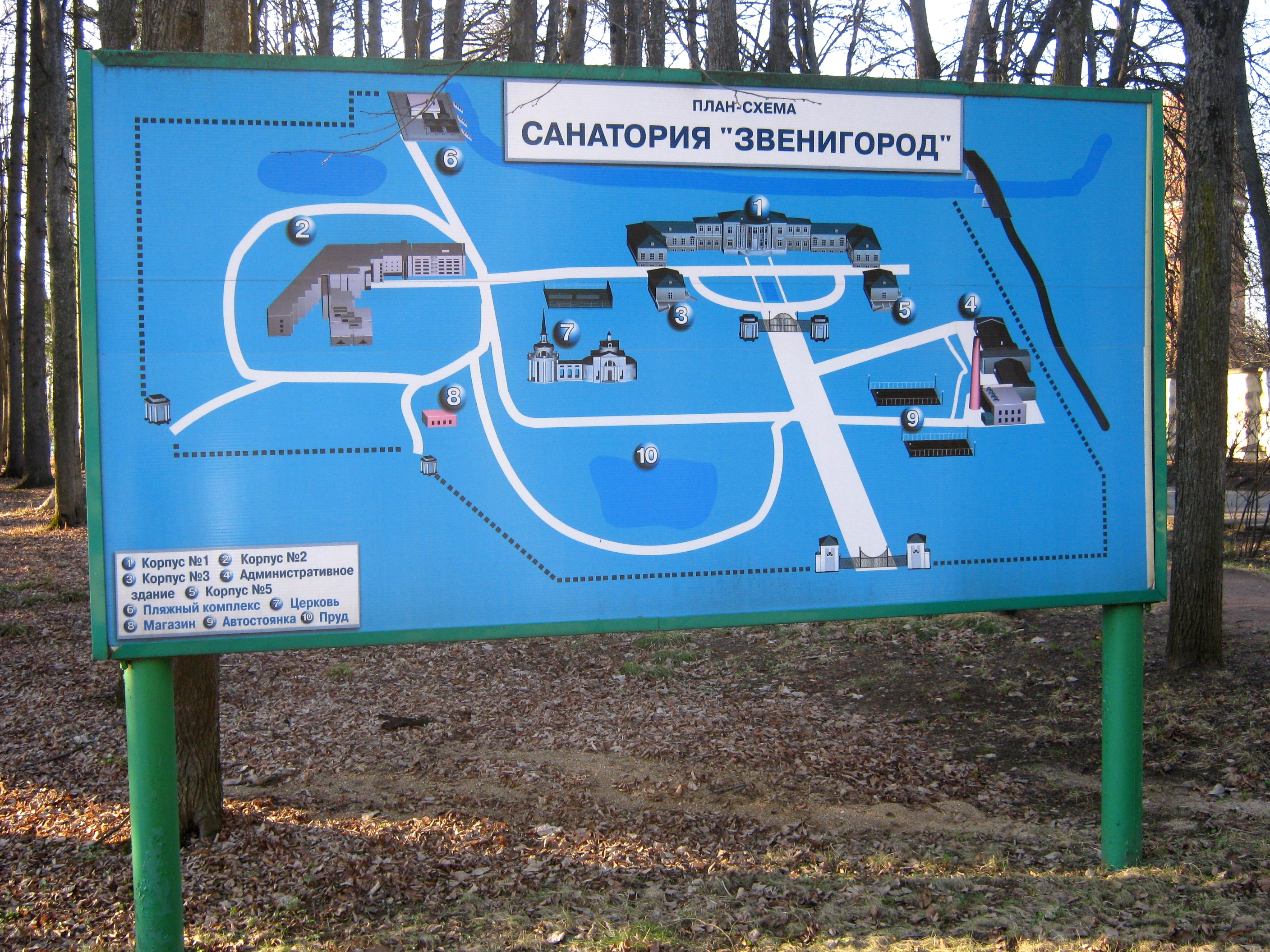
Схема усадьбы «Введенское»
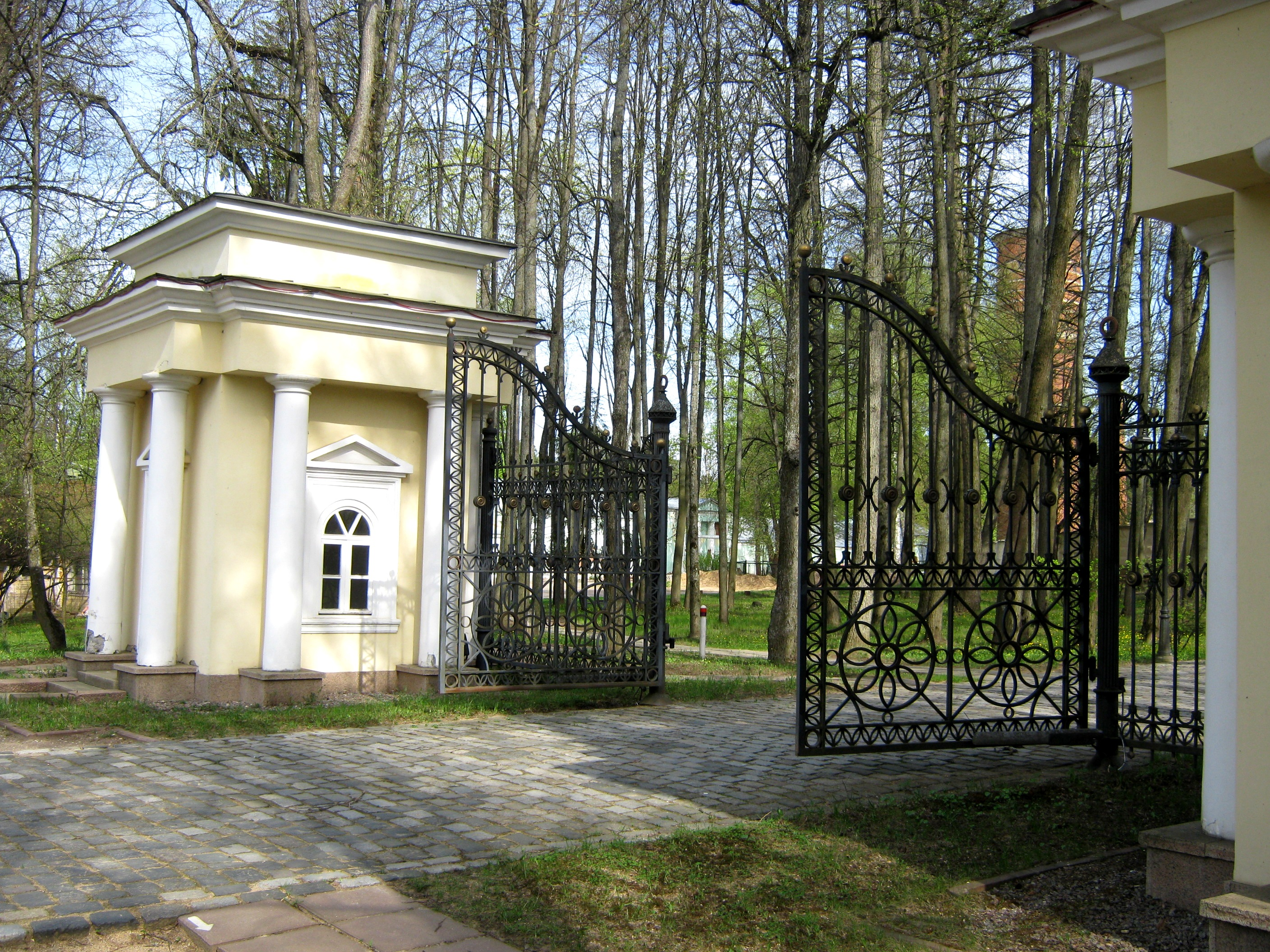
Въездные ворота усадьбы
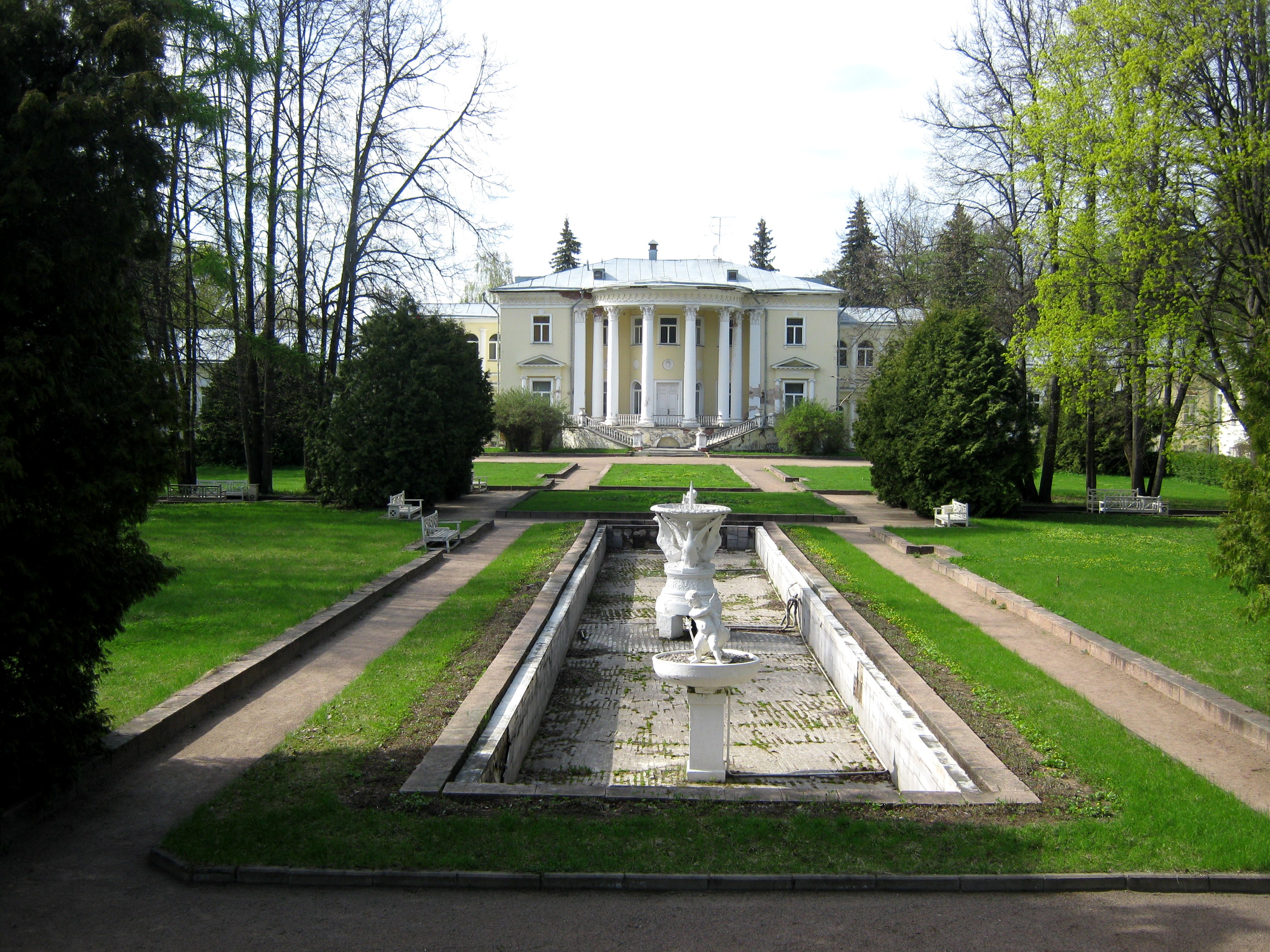
Вид на усадебный дом из верхнего парка
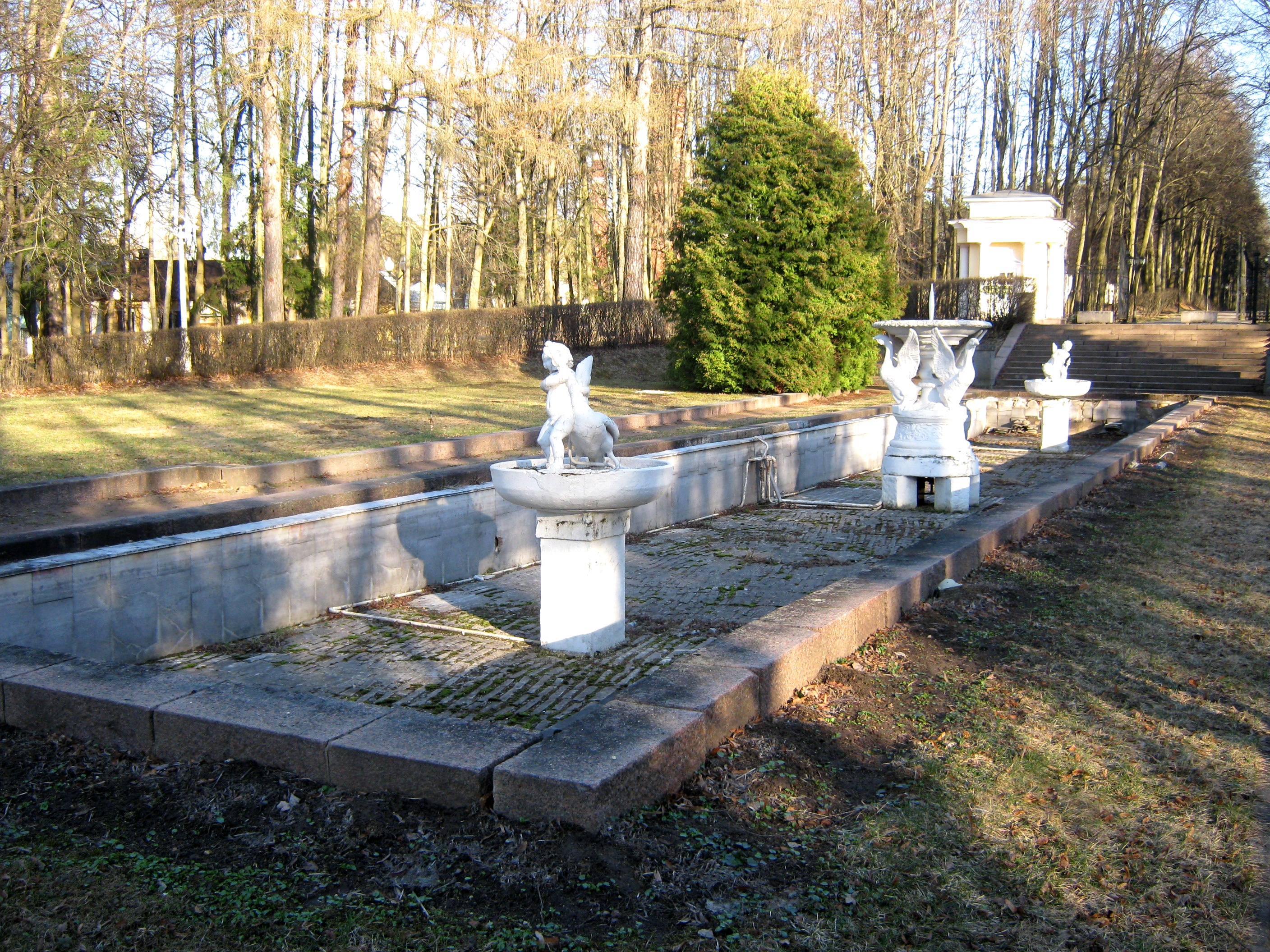
Фонтан в верхнем парке
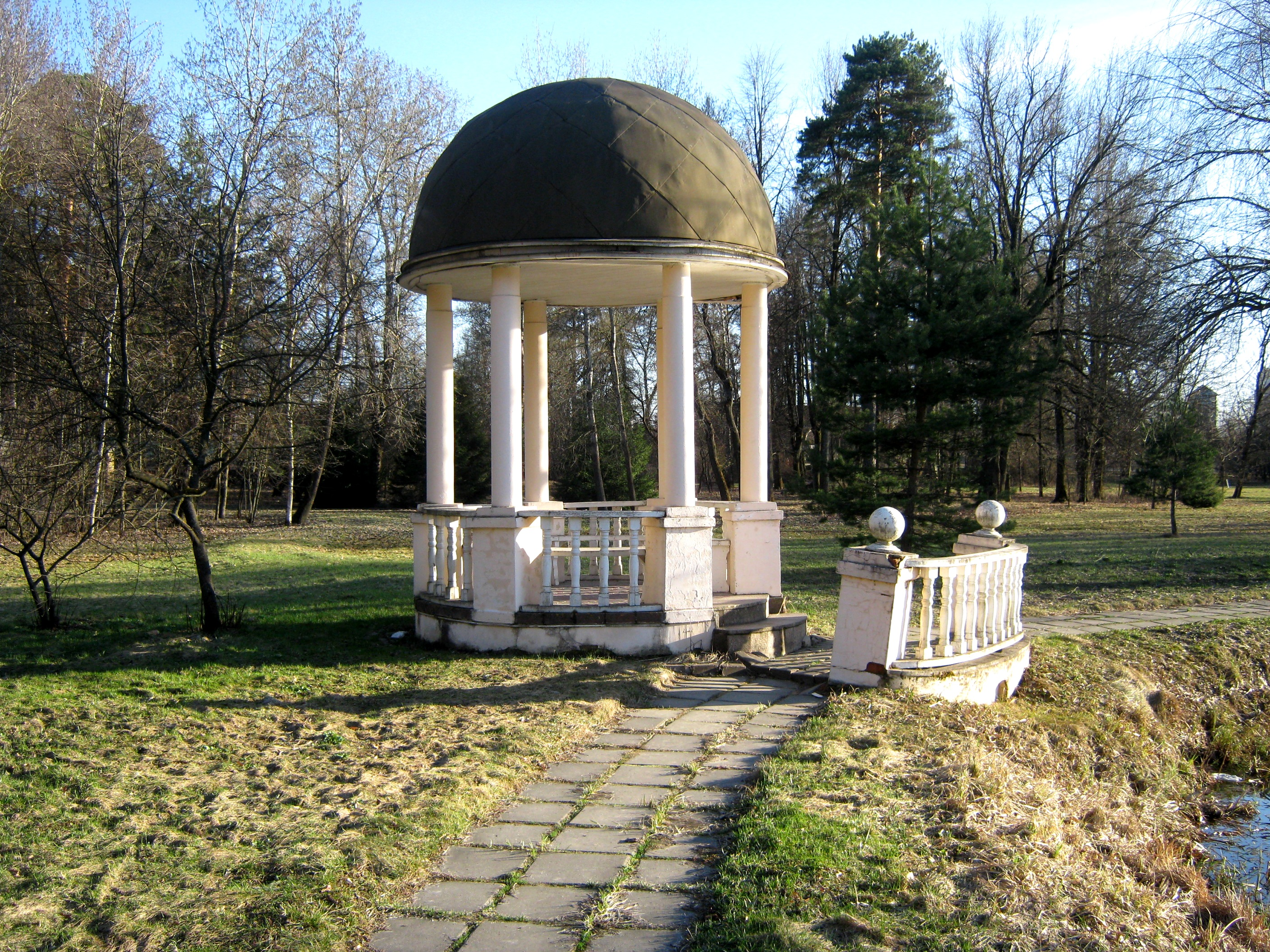
Ротонда у пруда в верхнем парке

НИЖНИЙ ПАРК
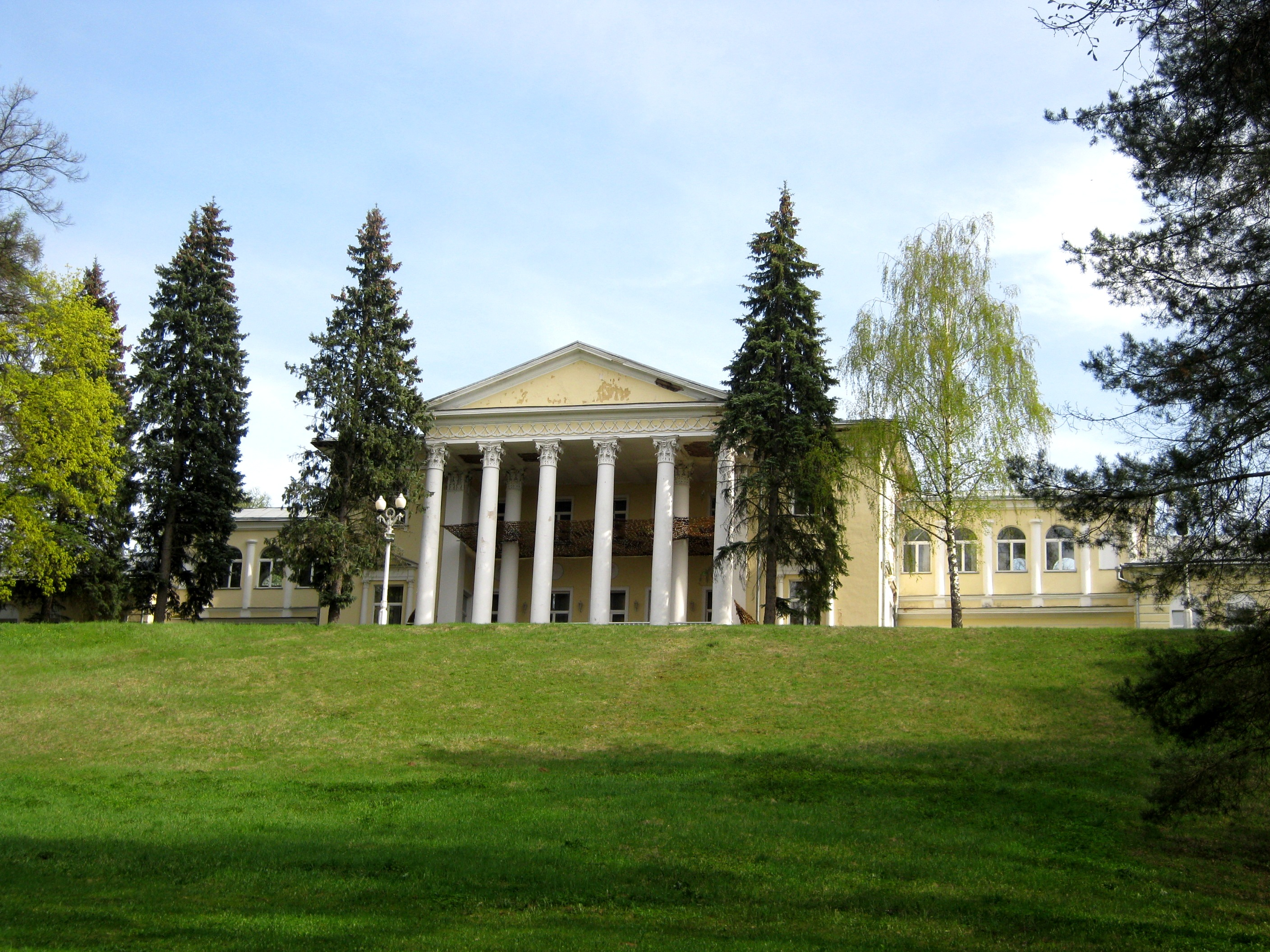
Вид на усадебный дом из нижнего парка
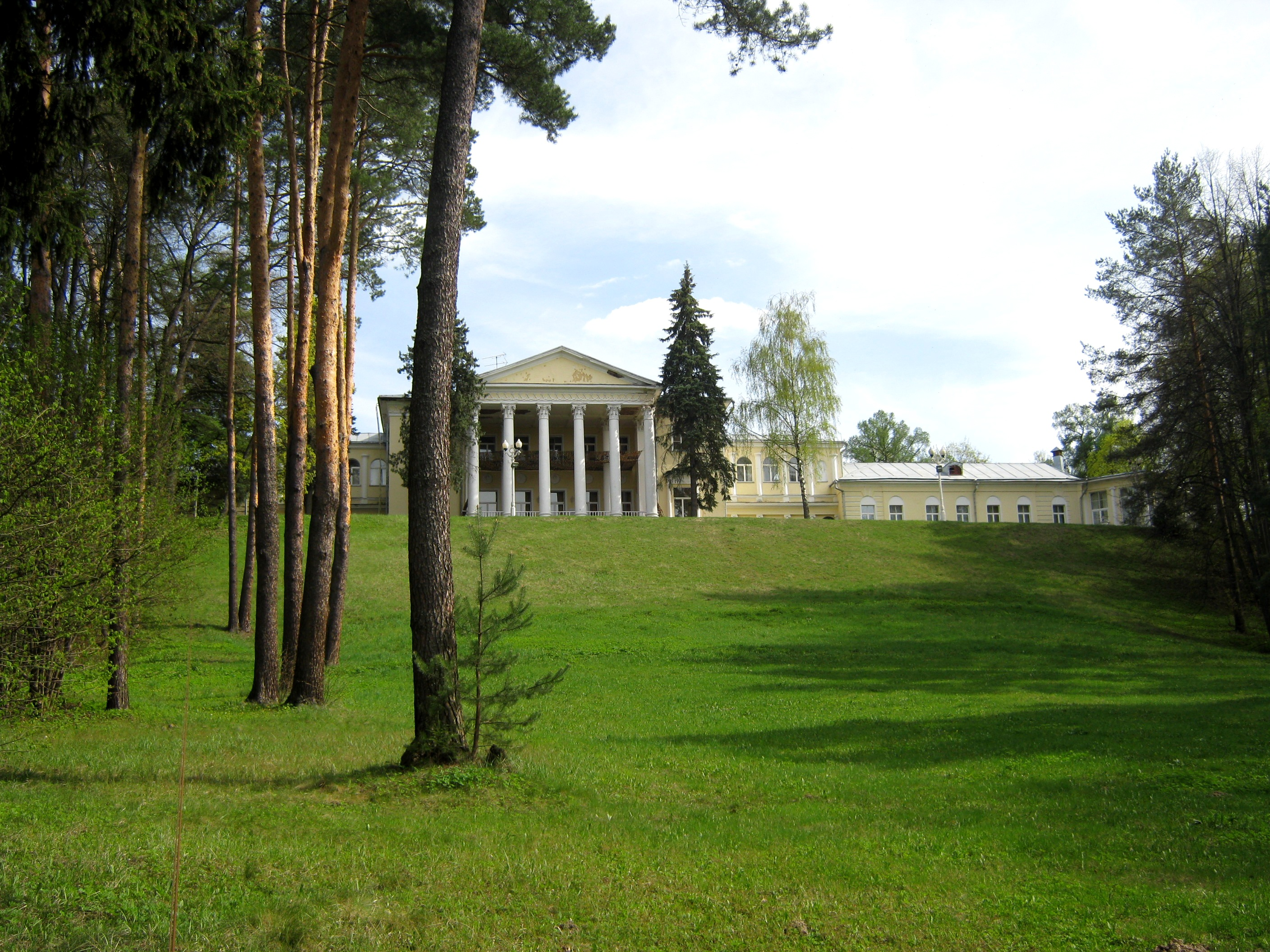
Вид на усадебный дом из нижнего парка
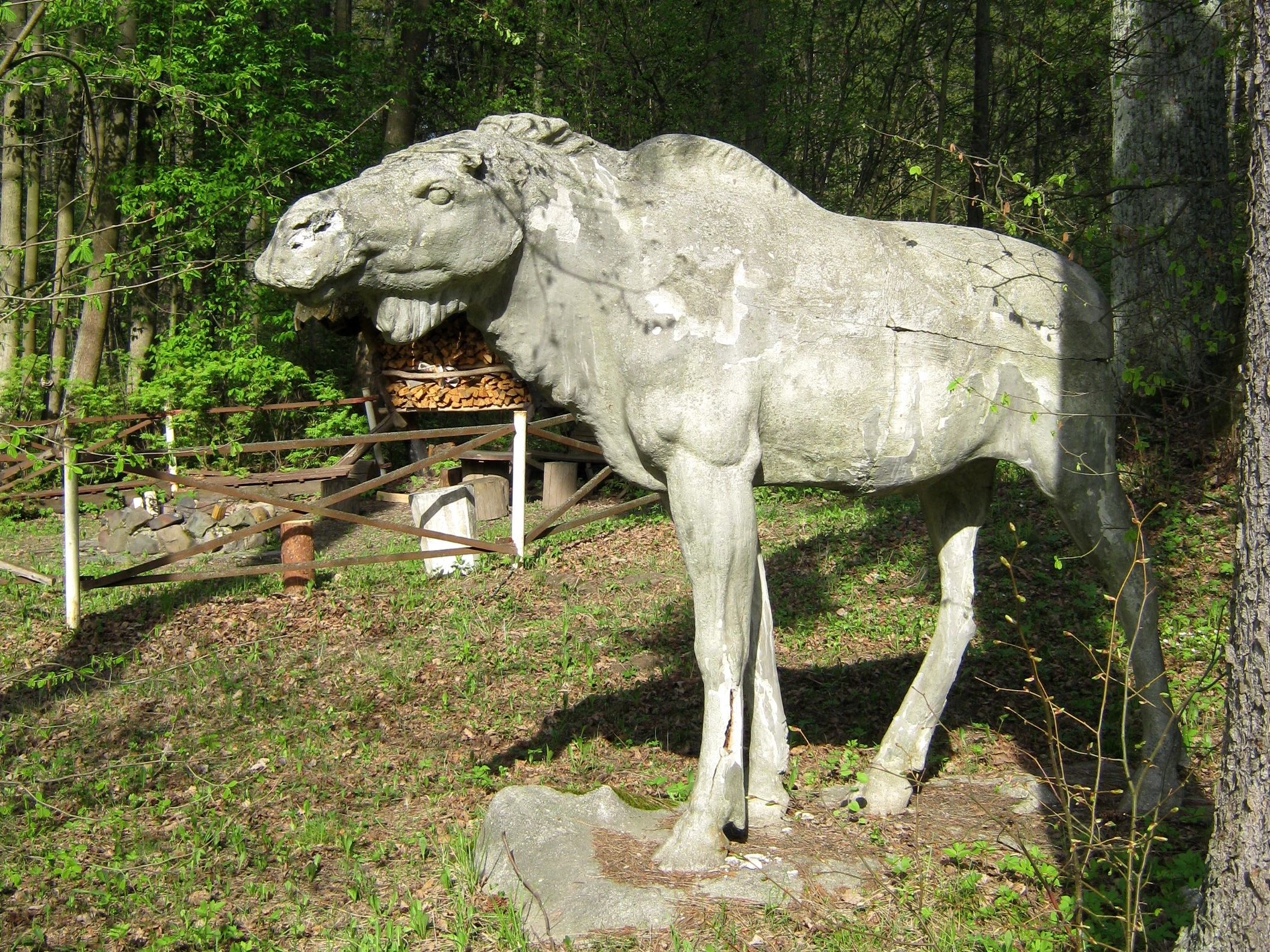
Лось в нижнем парке
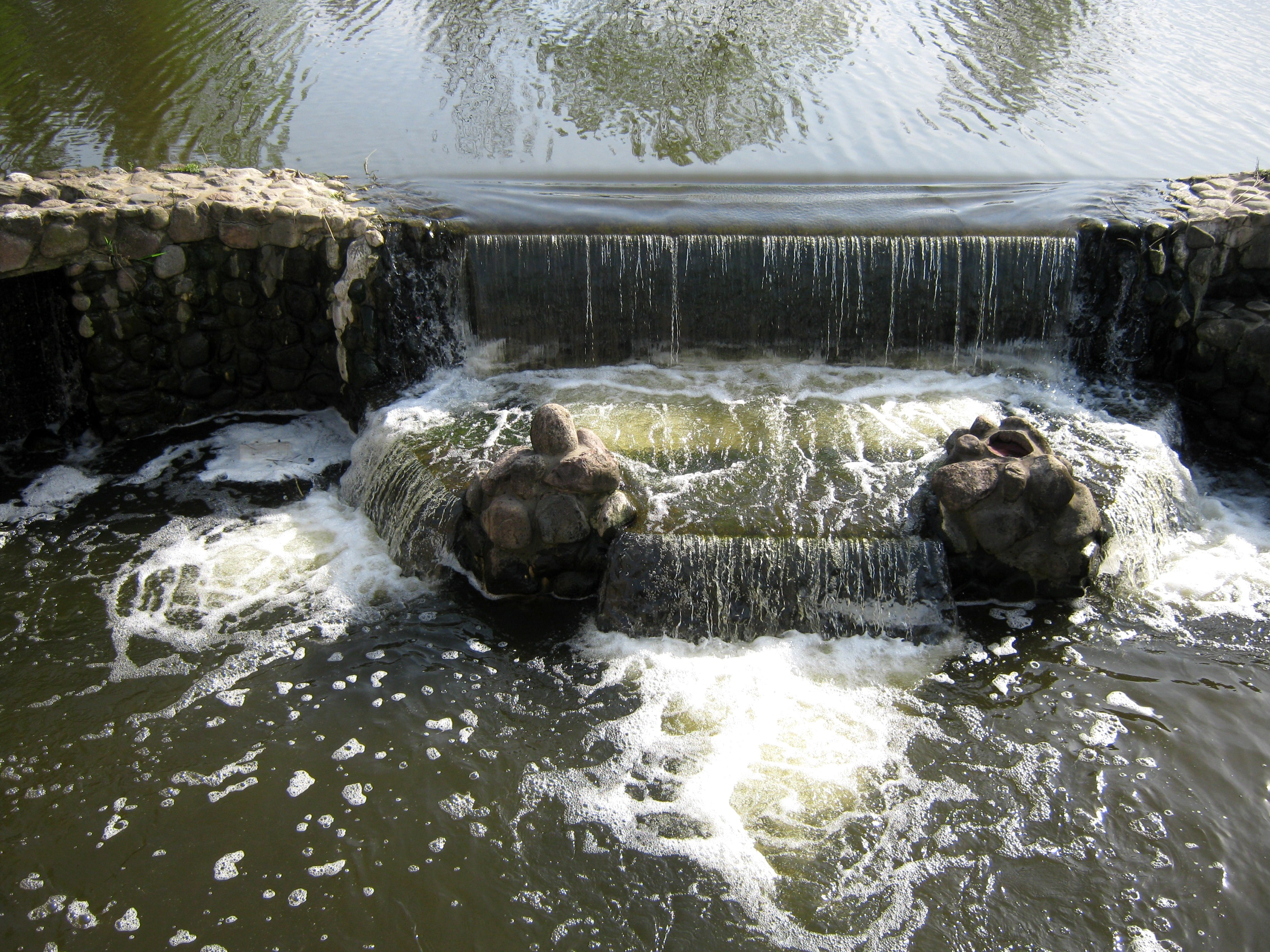
Водопад в нижнем парке
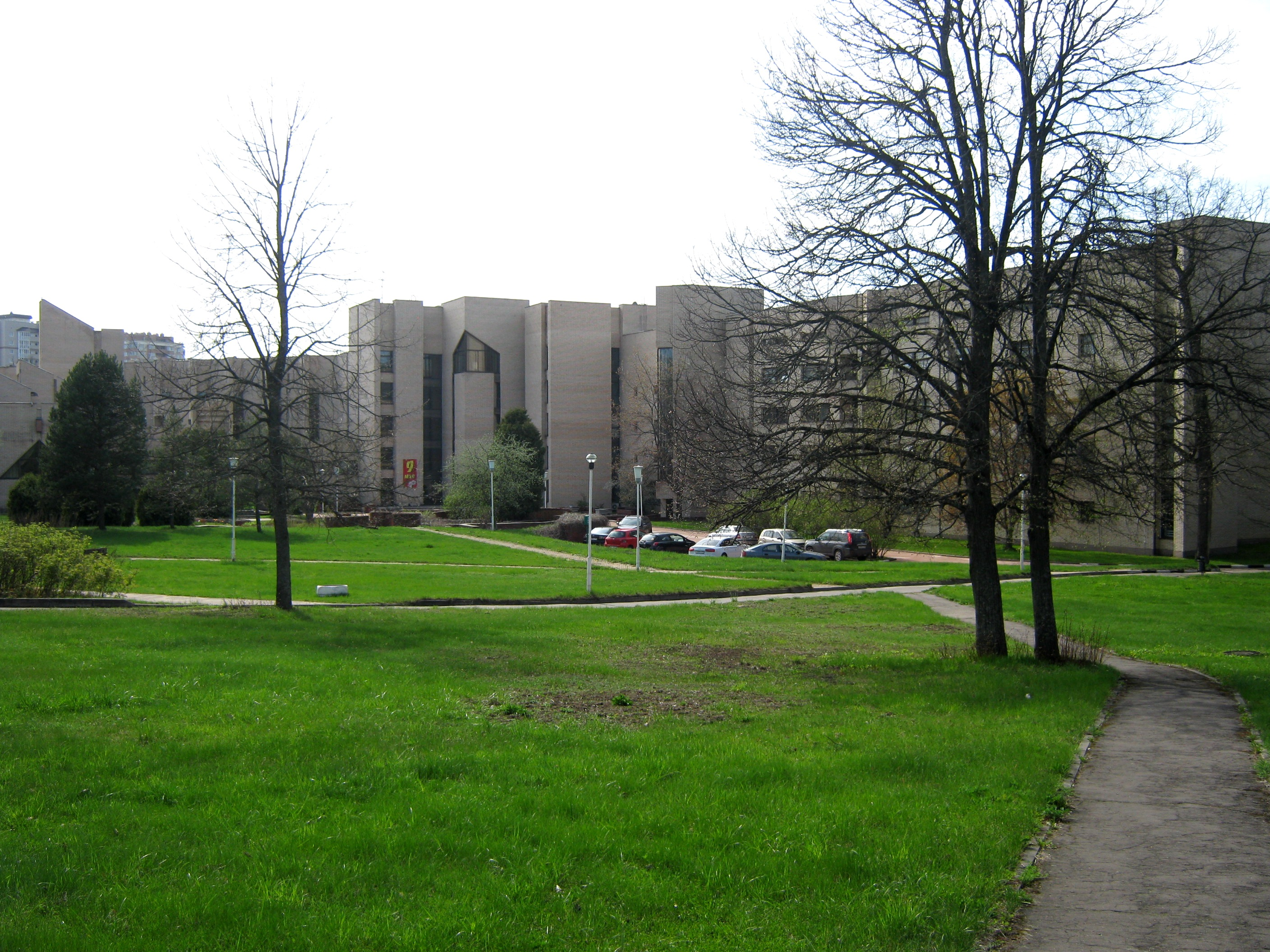
Новый корпус санатория «Звенигород»